# Cnidoscolus calyculatus
Cnidoscolus calyculatus är en törelväxtart som först beskrevs av Ferdinand Albin Pax och Käthe Hoffmann, och fick sitt nu gällande namn av Ivan Murray Johnston. Cnidoscolus calyculatus ingår i släktet Cnidoscolus och familjen törelväxter. Inga underarter finns listade i Catalogue of Life.